# دهستان گاکیلینگ (ها)
دهستان گاکیلینگ (به لاتین: Gakiling Gewog) یک دهستان در کشور بوتان است که در ناحیهٔ ها واقع شده‌است.